# Laert Vagharchian
Laert Vagharchian (arménien : Լաերտ Վաղարշյան), né le 6 juin 1922 à Krasnodar (URSS) et mort le 30 janvier 2000 à Erevan (Arménie), est un réalisateur et scénariste arménien.

## Filmographie
- 1956 : Pesates (court métrage)
- 1958 : Arajin siro yerge
- 1961 : Kochvatz en aprelu
- 1965 : Martiros Saryan (moyen métrage)
- 1974 : Qaos
- 1978 : Ssylnyy 011